# Petalosarsia declivis
Petalosarsia declivis är en kräftdjursart som först beskrevs av Sars 1865.  Petalosarsia declivis ingår i släktet Petalosarsia och familjen Pseudocumatidae. Arten är reproducerande i Sverige. Inga underarter finns listade i Catalogue of Life.

## Bildgalleri

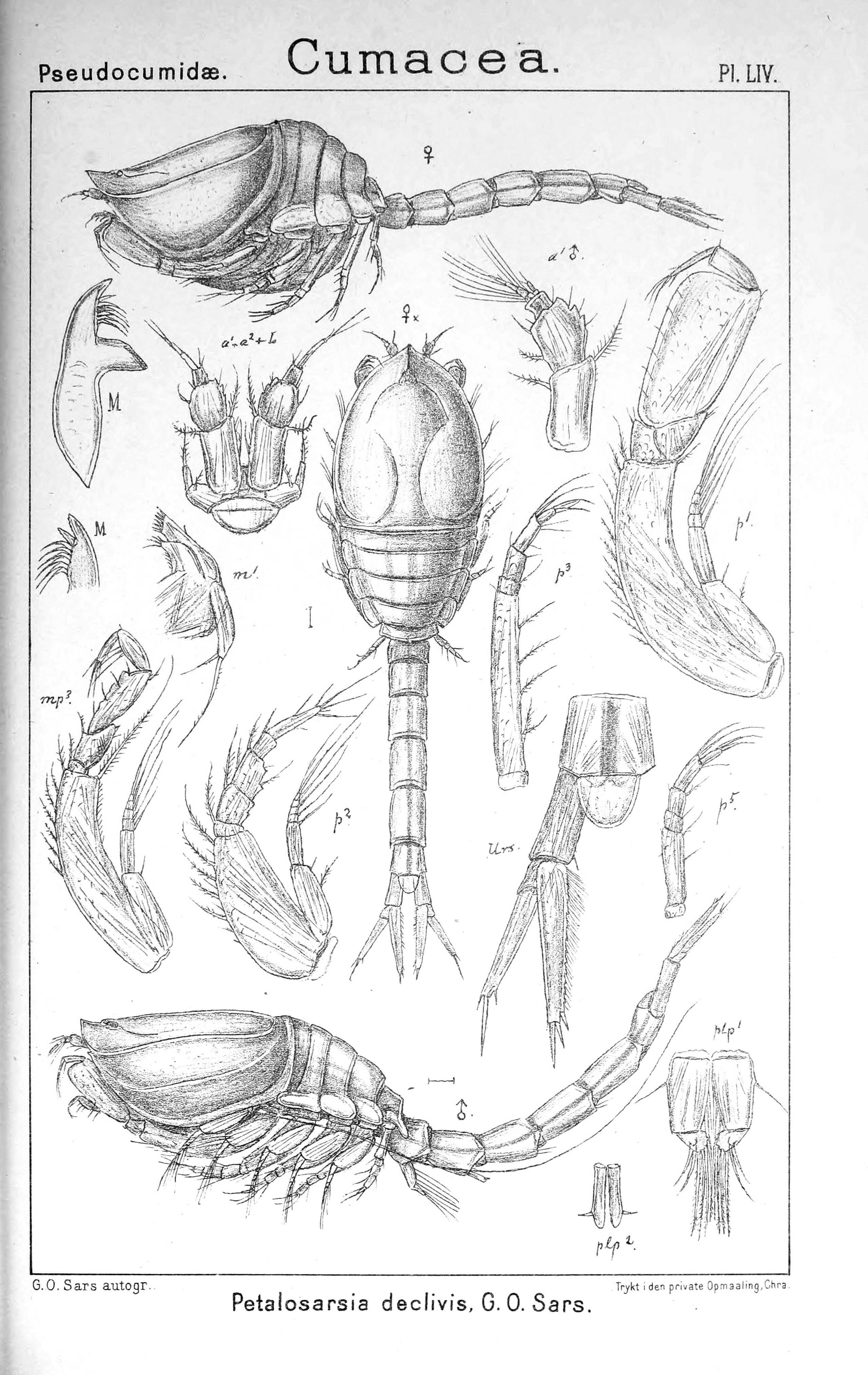